# Votiefmis
Een votiefmis (Latijn missa votiva, afgeleid van votum gelofte, wens, zorg) is een heilige mis in de liturgie van de katholieke kerk, die wordt gevierd bij een speciale gelegenheid met een speciale intentie om de mis te vieren en met zijn eigen liturgische teksten. De bijbellezingen wijken dus af van de lezingen volgens de  liturgische kalender. De gelegenheden om een heilige mis te vieren kunnen worden ontleend aan het leven van individuele gelovigen (ziekte, bedevaart, herdenkingsdag), maar ook aan een algemene zorg of noodsituatie (oorlog, natuurramp), vaak ingegeven door een stem, een gelofte, een wens van een individu, een kleine of grotere groep.

## Voorbeelden
De oudste vorm van votiefmissen zijn de begrafenismissen, waarin wordt gebeden voor de zielenrust van de overledene. Een andere gelegenheid voor een votiefmis is de nadruk op een bepaald geloofsmysterie, bijvoorbeeld ter ere van de Heilige Geest of het Heilig Hart van Jezus. missen toegewijd aan bepaalde heiligen zoals bij Mariadevotie, huwelijksmissen of heilige missen om de 
eeuwige professie te vieren.